# Medusavirus
Medusavirus — вид велетенських вірусів, що паразитує в амебі Acanthamoeba castellanii. Виявлений у 2019 році у пробі мулу з гарячого джерела в Японії. Температура джерела сягає 43 °C.

## Опис
Віріон Medusavirus має ікосаедричний капсид з придатками, що мають сферичні наконечники. Капсид діаметро 260 нм і завтовшки близько 8 нм. Придатки завдовжки 14 нм. На кожному капсомері знаходиться лише один придаток. Всього вірус має 2660 придатків. Під білковим капсидом знаходиться внутрішня мембрана завтовшки 6 нм.
Дволанцюгова ДНК зкладається з 381 277 пар основ. Вміст GC складає 61,7 %. Вірус має повний набір генів для транскрипції всіх типів гістонів. Подібний набір генів відомий лише в еукаріот. Ймовірно, Medusavirus придбав еукаріотичні гени в результаті горизонтального переносу від амеби-господаря. До того ж, 12 генів Medusavirus були знайдені в геномі амеб Крім того, Medusavirus не кодує ні ДНК-топоізомеразу II, ні РНК-полімеразу. Інші гігантські віруси, у свою чергу, кодують хоча б один з цих ферментів.

## Життєвий цикл
ДНК Medusavirus опиняється в ядрі амеби через 1 годину після зараження. Ще через 1-3 години велика частина вірусної ДНК опиняється на периферії ядерця, тому реплікація геному Medusavirus відбувається всередині ядра клітини-господаря. Через 8 годин після зараження концентрація вірусної ДНК досягає найвищих значень, і вірусна ДНК розподіляється у всьому ядру. Через 8-10 годин після інфікування в цитоплазмі зараженої клітини виявляються численні капсиди, а через 14 годин після зараження вірусна ДНК починає детектуватися в цитоплазмі. Вихід нових вірусних часток із клітини-господаря починається через 14 годин після інфікування.
Інфікування амеби вірусом призводить до виділення густої, щільної оболонки, клітина переходить у стадію цисти. Амеба ніби кам'яніє. Тому вірус отримав свою назву на честь міфічної Медузи, від якої кам'яніло все живе.